# Линь, Эшли
Эшли Линь, или Линь Шань (англ. Ashley Lin, кит. упр. 林姗, пиньинь Lín Shān; род. 12 марта 2003), — китайская, ранее американская фигуристка, выступающая в одиночном катании. Бронзовый призёр чемпионата Китая (2020).

## Карьера
Линь родилась в городе Фриско, США, в семье китайских иммигрантов из Шанхая, работающих в компьютерных компаниях.
В 2008 году пятилетняя Эшли начала заниматься фигурным катанием. На раннем этапе тренировалась в родном Техасе в группе у Сергея Артемова. Под его руководством стала оловянной медалисткой чемпионата США среди новичков 2016 года.
В следующем соревновательном сезоне 2016—2017 годов приняла участие в серии юниорского Гран-при. На турнире в Словении среди тридцати четырёх спортсменок Линь показала шестой результат. Одержав победу на секционных соревнованиях фигуристка отобралась на чемпионат США 2017 года, где каталась в категории юниорок. После исполнения короткой программы занимала пятое место, вслед за Алексией Паганини, которая впоследствии сменила спортивное гражданство и начала представлять сборную Швейцарии. В произвольном прокате Линь получила от судей вторую сумму баллов, благодаря чему поднялась на третье итоговое место. К прошлогоднему олову национального чемпионата среди новичков, Линь добавила бронзу в юниорской категории.
Снова получив приглашение на этап юниорского Гран-при, Эшли отправилась в Латвию, где заняла шестую строчку. Пройдя квалификацию на чемпионат США 2018 года она впервые выступила среди взрослых. В коротком прокате стала лишь двадцать первой и не стала исполнять произвольную программу, снявшись с соревнований. После этого сменила наставников, перейдя от Артемова к тренерскому дуэту Алексея Летова и Ольги Ганичевой, группа которых также располагалась в Техасе.
Взрослый международный дебют Эшли Линь состоялся в сентябре 2018 года на турнире Nebelhorn Trophy на котором она установила личные рекорды в каждом из сегментов и по сумме баллов. Через два месяца на Челленджере в Австрии с двенадцатого промежуточного места поднялась на четвёртое, уступив бронзовому призёру всего 0,06 балла.
В начале 2019 года Линь получила китайское гражданство в ходе программы местной Федерации фигурного катания по привлечению сильных спортсменов китайского происхождения из-за рубежа для участия в пекинской Олимпиаде. На дебютном чемпионате Китая фигуристка вместе с Ань Сянъи и Чэнь Хунъи поднялась на пьедестал, завоевав бронзовую награду.

## Программы
| Сезон     | Короткая программа                   | Произвольная программа                   |
| --------- | ------------------------------------ | ---------------------------------------- |
| 2020–2021 | - «On My Own» в исполнении Ленор Кей | - «I'm Kissing You» Des’ree              |
| 2018–2019 | - «Je suis malade» Лара Фабиан       | - «And the Waltz Goes On» Энтони Хопкинс |
| 2017–2018 | - «Турандот» Ванесса Мэй             | - «Red Violin» Хоакин Родриго            |
| 2016–2017 | - «Memory» Эндрю Ллойд Уэббер        | - «Sandstorm» La Bionda                  |

## Результаты
| Соревнование                 | 15/16         | 16/17         | 17/18         | 18/19         | 19/20         |
| Международные                | Международные | Международные | Международные | Международные | Международные |
| ---------------------------- | ------------- | ------------- | ------------- | ------------- | ------------- |
| Этап Гран-при: Skate America |               |               |               |               | 6             |
| Челленджер. Alpen Trophy     |               |               |               | 4             |               |
| Челленджер. Nebelhorn Trophy |               |               |               | 5             |               |
| Международные среди юниоров  |               |               |               |               |               |
| Юниорский Гран-при: Словения |               | 6             |               |               |               |
| Юниорский Гран-при: Латвия   |               |               | 6             |               |               |
| Asian Figure Skating Trophy  |               |               |               | 5             |               |
| Национальные                 |               |               |               |               |               |
| Чемпионат Китая              |               |               |               |               | 3             |
| Чемпионат США                |               |               | WD            | WD            |               |
| Чемпионат США среди юниоров  |               | 3             |               |               |               |
| Чемпионат США среди новичков | 4             |               |               |               |               |